# 653 a.C.
Il 653 a.C. (DCLIII a.C. in numeri romani) è un anno  del VII secolo a.C.

## Eventi

### Nordafrica
- Data alternativa della fondazione di Ibiza da parte di Cartagine.[1]